# The Six Million Dollar Man

Cartell de la publicació en DVD

The Six Million Dollar Man és una sèrie de televisió estatunidenca emesa entre 1974 i 1978, basada en la novel·la Cyborg de Martin Caidin.

## Argument
Steve Austin (Lee Majors) és un astronauta i pilot de prova que sofreix un terrible accident durant un vol experimental. Perd l'ull esquerre, totes dues cames i el braç dret.
L'agència governamental OSI, que treballa en el desenvolupament d'un projecte secret anomenat Biònica, pren Steve com a subjecte de prova i reemplaça els seus membres perduts per parts cibernètiques que tenen un cost de sis milions de dòlars, d'aquí el nom de la sèrie. Els nous membres li donen una força enorme, a més de gran velocitat i capacitats de visió telescòpica i infraroja. Després d'això, i com a pagament del deute per la seva intervenció quirúrgica, Steve es converteix en agent d'OSI i compleix perilloses missions.

## Recepció
Després de l'estrena i el rotund èxit de tres telesèries sobre el personatge, la cadena ABC va produir la sèrie a partir de gener de 1974. Originalment, Caidin havia sol·licitat a l'actor Monte Markham (futur capità a Els vigilants de la platja) per al paper protagonista, però els productors van decidir que Lee Majors era l'actor més convenient, ja que era molt més popular per a les audiències. Finalment, Markham va participar en la sèrie com a Barney Miller, l'home dels 7 milions de dòlars, un ésser humà amb trasplantaments biònics que li han generat una bogeria crònica i la necessitat de cometre crims.
Durant aquesta primera temporada es van desenvolupar els clixés que seguirien durant tota la sèrie; les escenes en les quals el protagonista corria eren sempre mostrades en càmera lenta per emfatitzar la seva gran velocitat i quan enfocava la vista, l'ús de les capacitats telescòpiques era emfatitzat per un so particular, que es va tornar popular entre els seguidors de la sèrie, especialment infants.
En les últimes temporades, els episodis s'alternaven amb episodis dobles per mitjà de cliffhangers per a mantenir el nivell d'audiència.

## Personatges secundaris
Amb el començament de la sèrie el personatge d'Oliver Spencer (Darren McGavin), cap d'OSI, va ser reemplaçat pel d'Oscar Goldman (Richard Anderson), perquè es buscava que el personatge fos més agradable i no tan mesquí com Spencer. De fet, al principi Goldman es comporta com tot un buròcrata i en temporades posteriors ja és fins i tot paternal. Quant al personatge de Rudy Wells, científic al capdavant del projecte biònic, es va mantenir, encara que l'actor (Martin Balsam) va ser reemplaçat per Alan Oppenheimer en la primera i segona temporada per ser després també reemplaçat per Martin E. Brooks.

## L'home de 7 milions de dòlars
Durant la segona temporada va fer el seu primer atac Barney Miller, l'home de 7 milions de dòlars (Monte Markham), que havia estat un campió automobilístic abans de sofrir un terrible accident. Oscar Goldman va autoritzar el reemplaçament biònic dels seus membres; tots dos braços i cames. Barney va quedar mentalment inestable i convençut que havia de ser l'únic home biònic, per la qual cosa es va enfrontar a Steve Austin en diversos episodis.